# ボールドウィン (ペンシルベニア州)
ボールドウィン（英: Baldwin）は、アメリカ合衆国ペンシルベニア州のアレゲニー郡にある町（ボロ）である。人口は2万1510人（2020年）。ピッツバーグ都市圏に属している。

## 地理
ボールドウィン・ボロは北緯40度21分26秒 西経79度58分10秒 / 北緯40.35722度 西経79.96944度に位置している。ボールドウィンの一部が細く北に伸びて、ピッツバーグ市の地区であるセントクレアとヘイズの間に割って入っている。その先はモノンガヒラ川に達している。そこからはグレンウッド橋まで川の南岸となり、実質的にヘイズを三方から取り囲んでいる。
アメリカ合衆国国勢調査局に拠れば、領域全面積は5.9平方マイル (15.3 km2)であり、このうち陸地5.8平方マイル (15.0 km2)、水域は0.1平方マイル (0.26 km2)で水域率は1.70%である。平均標高は1,214フィート (370 m) である。

## 周辺の町
- 北 – アーリントン（ピッツバーグ市の地区）
- 北 – サウスサイドフラッツ（ピッツバーグ市の地区）
- 北東 – ヘイズ（ピッツバーグ市の地区）
- 東 – ウエストミフリン・ボロ
- 南東 – プレザントヒルズ・ボロ
- 南 – サウスパーク・タウンシップ
- 南西 – ベセルパーク・ボロ
- 西 – ホワイトホール・ボロ
- 西 – ブレントウッド・ボロ
- 北西 – キャリック（ピッツバーグ市の地区）
- 北北西 – セントクレア（ピッツバーグ市の地区）

## 歴史
ボールドウィン・ボロは1950年10月27日に法人化された。領域はボールドウィン・タウンシップから取られた。

## 人口動態
以下は2000年国勢調査による人口統計データである。
| 基礎データ - 人口: 19,999 人 - 世帯数: 8,193 世帯 - 家族数: 5,776 家族 - 人口密度: 1,338.2人/km2（3,465.5 人/mi2） - 住居数: 8,883 軒 - 住居密度: 594.4軒/km2（664.9 軒/mi2） 人種別人口構成 - 白人: 96.20% - アフリカン・アメリカン: 2.42% - ネイティブ・アメリカン: 0.05% - アジア人: 0.56% - 太平洋諸島系: 0.01% - その他の人種: 0.17% - 混血: 0.61% - ヒスパニック・ラテン系: 0.65% 年齢別人口構成 - 18歳未満: 21.1% - 18-24歳: 6.4% - 25-44歳: 26.7% - 45-64歳: 24.9% - 65歳以上: 21.0% - 年齢の中央値: 43歳 - 性比（女性100人あたり男性の人口） - 総人口: 90.1 - 18歳以上: 86.5 | 世帯と家族（対世帯数） - 18歳未満の子供がいる: 27.3% - 結婚・同居している夫婦: 56.7% - 未婚・離婚・死別女性が世帯主: 10.5% - 非家族世帯: 29.5% - 単身世帯: 26.4% - 65歳以上の老人1人暮らし: 13.7% - 平均構成人数 - 世帯: 2.41人 - 家族: 2.92人 収入と家計 - 収入の中央値 - 世帯: 40,752米ドル - 家族: 48,503米ドル - 性別 - 男性: 39,086米ドル - 女性: 28,458米ドル - 人口1人あたり収入: 19,918米ドル - 貧困線以下 - 対人口: 5.3% - 対家族数: 3.9% - 18歳未満: 7.4% - 65歳以上: 3.8% |

## 公共サービス
ボールドウィン・ボロにはボールドウィン・ボロは図書館がある。消防団は3個分断があり、救急医療サービスもある。警察署には29人の警官がいる。

## 政府と政治
ボールドウィン・ボロの政府は、立法府として機能する7人の委員による立法委員会と、行政府として機能するボロ首長で構成されている。ボロ内には9つの小選挙区がある。アメリカ合衆国下院議員ではペンシルベニア州第14選挙区に、ペンシルベニア州下院議員では第36および第38選挙区に属している。
| 役職                     | 指名                   | 所属政党 |
| ------------------------ | ---------------------- | -------- |
| アメリカ合衆国上院議員   | ボブ・ケイシージュニア | 民主党   |
| 同上                     | パット・トゥーミー     | 共和党   |
| アメリカ合衆国下院議員   | マイク・ドイル         | 民主党   |
| ペンシルベニア州上院議員 | ジム・ブルースター]    | 民主党   |
| 同上                     | ハリー・リードショー   | 民主党   |
| ペンシルベニア州下院議員 | ウィリアム・C・コーツ  | 民主党   |
| アレゲニー郡政委員       | ジョン・F・パルミア    | 民主党   |

ボロ立法委員会は7人の委員で構成され、ボロの法典を作成し修正する立法府である。委員はボロ全体から選出され、任期は4年間である。委員会の会合は毎月第2火曜日午後7時半からボロ政府ビルで開催される。定期集会は毎月第3火曜日午後7時半からボロ政府ビルで開催される。